# Ragnar Berge
Ragnar Berge (15 gennaio 1925 – 3 febbraio 1995) è stato un calciatore norvegese, di ruolo difensore.

## Biografia
Sander Berge, calciatore professionista, è suo nipote (abiatico).

## Carriera

### Club
Berge vestì la maglia del Vålerengen.

### Nazionale
Conta una presenza per la Norvegia. Il 25 maggio 1955, infatti, fu in campo nella sconfitta per 1-3 contro l'Irlanda.